# رود دوزان
رود دوزان (ژاپنی: 銅山川) بزرگ‌ترین شاخهٔ رود یوشینو است که از استان‌های اهیمه و توکوشیما در ژاپن می‌گذرد.